# Neil Hamilton (Schauspieler)

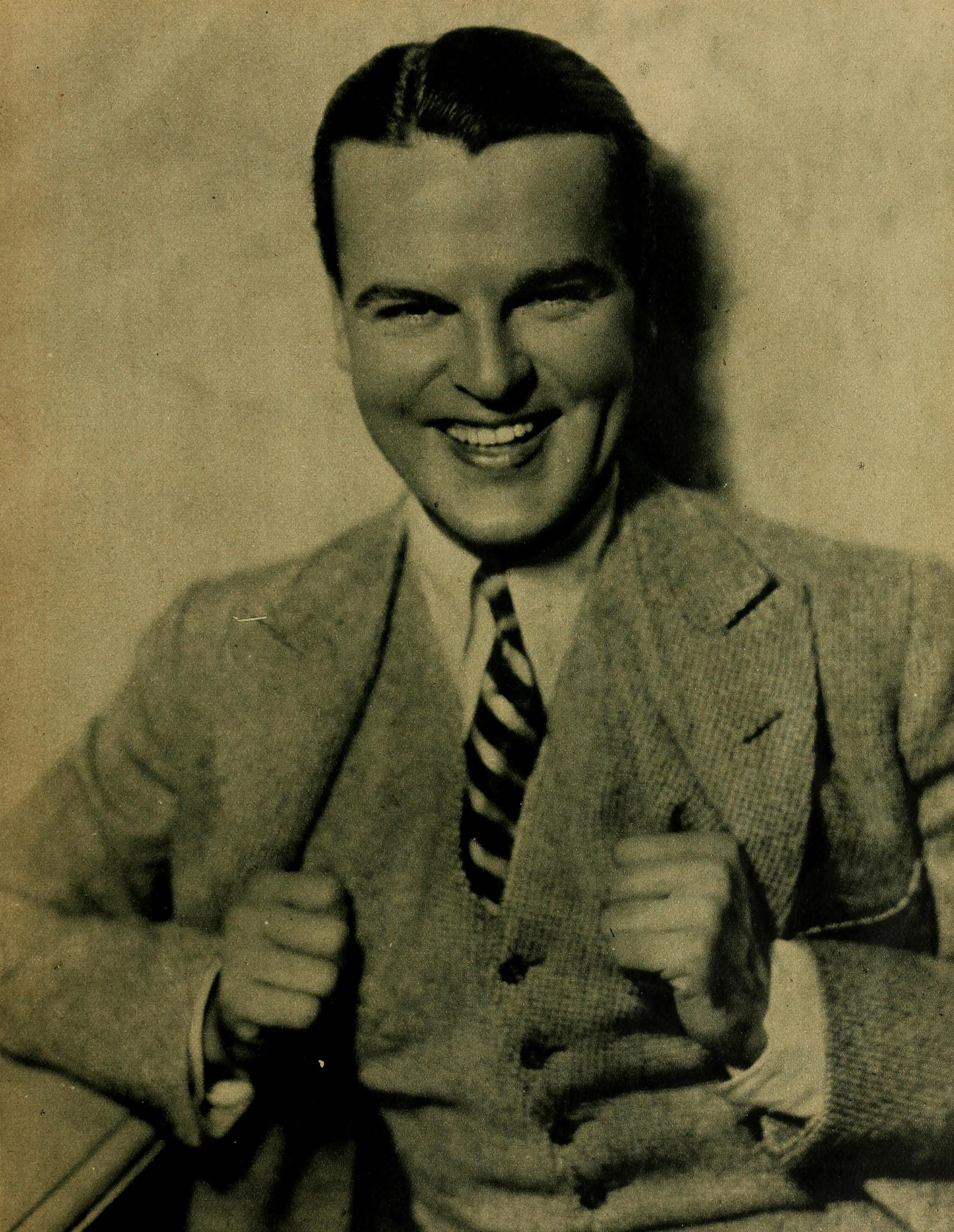
Neil Hamilton, Foto von Russell Ball, 1928

James Neil Hamilton (* 9. September 1899 in Lynn, Massachusetts; † 24. September 1984 in Escondido, Kalifornien) war ein US-amerikanischer Schauspieler.

## Leben und Karriere
Hamilton begann als Model und kam hierüber zur Schauspielerei. Zunächst spielte er in einigen Repertoiretheatern und erhielt 1918 seine erste Filmrolle. Der Durchbruch gelang ihm 1923 mit The White Rose unter der Regie von D. W. Griffith. Er spielte im folgenden Jahr außerdem die Hauptrolle in Griffiths Sozialdrama Ist das Leben nicht wunderschön?, das über die schwierigen Lebensbedingungen im Deutschland der 1920er-Jahre handelte und zum großen Teil auch in Deutschland und Österreich gedreht wurde. Es folgten weitere Auftritte, beispielsweise als Nick Carraway in der ersten – heute verschollenen – Verfilmung von Der große Gatsby oder in John Fords Drama Mother Machree über eine irische Immigrantenfamilie in Amerika. Ende der 1920er unterschrieb er einen Studiovertrag bei Paramount Pictures, wo er zu den beliebtesten Hauptdarstellern zählte.
Der Wechsel zum Tonfilm gelang dem Schauspieler problemlos und er setzte seine Schauspielkarriere bis Anfang der 1970er fort. Er spielte als Liebhaber an der Seite von Stars wie Joan Crawford in Laughing Sinners oder Constance Bennett in What Price Hollywood?. In den ersten beiden Tarzan-Filmen mit Johnny Weissmüller spielte er dessen Gegenspieler Harry Holt, der am Ende des zweiten Filmes getötet wird. Neil Hamiltons Erfolg ließ allerdings schon Mitte der 1930er-Jahre nach, er erhielt nur noch wenige Hauptrollen und fand sich zusehends in unbedeutenden B-Filmen wieder. Erst das Fernsehen brachte ihm neue Popularität, wo er zahlreiche Gastrollen spielte und zwischen 1948 und 1953 auch die Talentshow Hollywood Screen Test moderierte. In den 1960er-Jahren spielte Hamilton die Rolle des Commissioner James Gordon in der populären Fernsehserie Batman, die ihm neue Bekanntheit brachte. 
Seine letzte Rolle hatte Neil Hamilton im Jahre 1971 in einem Fernsehfilm, anschließend zog er sich ins Privatleben zurück. Von 1922 bis zu seinem Tod war er über 62 Jahre mit Elsa Cozetta Whitmer verheiratet, sie hatten ein Kind. Neil Hamilton starb im September 1984 im Alter von 85 Jahren an einer Asthma-Erkrankung.

## Filmografie (Auswahl)
- 1923: The White Rose
- 1924: Ist das Leben nicht wunderschön? (Isn’t Life Wonderful?)
- 1924: America
- 1926: Blutsbrüderschaft (Beau Geste)
- 1926: The Great Gatsby
- 1926: Der Schrecken der Steinwüste (Desert Gold)
- 1928: Der Patriot (The Patriot)
- 1928: Mother Machree
- 1929: Die Liebesfalle (The Love Trap)
- 1929: Der Kiebitz (The Kibitzer)
- 1929: The Mysterious Dr. Fu Manchu
- 1930: The Cat Creeps
- 1930: Start in die Dämmerung (The Dawn Patrol)
- 1930: The Return of Dr. Fu Manchu
- 1931: Laughing Sinners
- 1931: This Modern Age
- 1931: Die Sünde der Madelon Claudet (The Sin of Madelon Claudet)
- 1932: Are You Listening?
- 1932: What Price Hollywood?
- 1932: Tarzan, der Affenmensch (Tarzan the Ape Man)
- 1932: The Animal Kingdom
- 1933: Terror Aboard
- 1934: Blind Date
- 1934: Tarzans Vergeltung (Tarzan and His Mate)
- 1936: Pariser Leben (La vie parisienne)
- 1937: Secret Lives
- 1937: Portia on Trial
- 1938: Hollywood Stadium Mystery
- 1938: Army Girl
- 1941: King of the Texas Rangers
- 1944: When Strangers Marry
- 1945: Hilfe, ich bin Millionär (Brewster’s Millions)
- 1955: Murder in Villa Capri
- 1959–1962: 77 Sunset Strip (Fernsehserie, 5 Folgen)
- 1964: Leih mir deinen Mann (Good Neighbor Sam)
- 1964: Die Heulboje (The Patsy)
- 1965: Das Familienjuwel (The Family Jewels)
- 1966–1968: Batman (Fernsehserie, 120 Folgen)
- 1966: Batman hält die Welt in Atem (Batman)
- 1970: Wo, bitte, geht’s zur Front? (Which Way to the Front)
- 1971: Vanished (Fernsehfilm)